# 히든 스트라이크
《히든 스트라이크》(Hidden Strike)는 중국, 미국에서 제작된 스캇 워 감독의 2023년 액션, 모험, 코미디 영화이다. 성룡 등이 주연으로 출연하였다.

## 출연
- 성룡 - 드래곤 뤄 역
- 존 시나 - 크리스 역
- 마춘루이 - 메이 역
- 원리 장 - 첸 교수 역
- 쉬자 - 선웨이 역
- 전궁 - 하이밍 역
- 리마 자이단 - 리옌 역
- 밍하오허우 - 닝 부관 역
- 필루 아스벡 - 패독 역
- 아마데우스 세라피니 - 헨리 역
- 하니 아델 - 아지르 함장 역
- 어니스트 맨슨 - 모건 역
- 팀 맨 - 녹스 역
- 레이첼 홀로웨이 - 툼 레이더 역
- 케빈 타 - 헤리의 팀 역
- 리 황 - 헤리의 팀 역
- 폴 안드레오브스키 - 헤리의 팀 역
- 마빈 부베 - 헤리의 팀 역